# British invasion

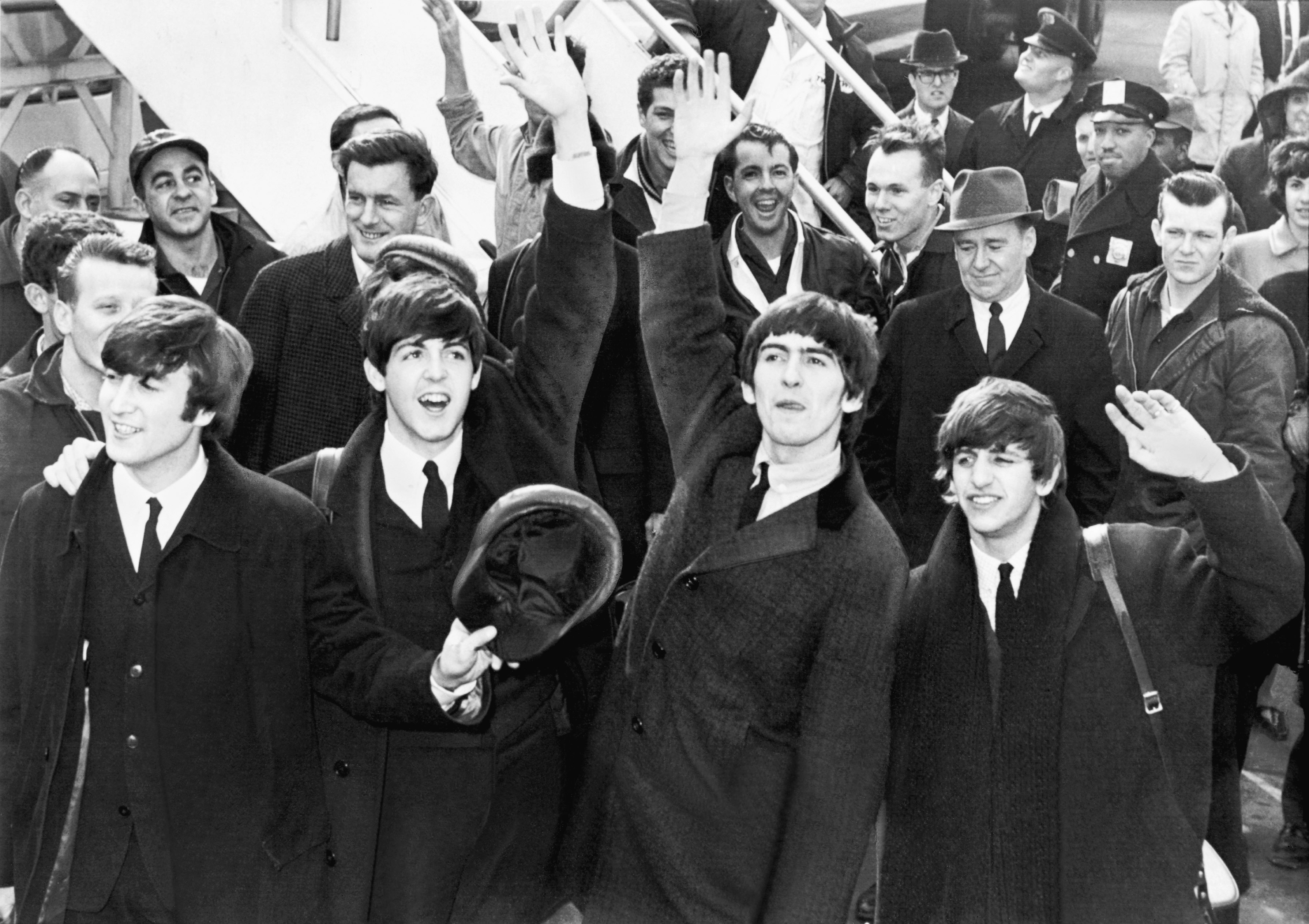
L'arrivo, nel 1964, dei Beatles negli Stati Uniti segnò l'inizio della cosiddetta British invasion

La British invasion (letteralmente invasione britannica) fu un fenomeno musicale e di costume nato a seguito del successo di artisti originari del Regno Unito che divennero particolarmente popolari negli Stati Uniti, oltre che in Australia e in Canada, e successivamente in altri Paesi. Il fenomeno si sviluppò dal 1964 al 1967, anno nel quale poi la musica beat entrò in crisi soppiantata da altri generi; il fenomeno fu sconvolgente in quanto per la prima volta gli USA si ritrovarono a essere influenzati dalla musica britannica quando fino a poco tempo prima la musica originaria degli Stati Uniti aveva avuto un netto predominio e una influenza notevole sulla musica britannica. Gruppi britannici fecero fortuna negli USA tanto che alcuni gruppi statunitensi arrivarono a fingere di essere britannici.
Il termine British invasion può essere tuttavia applicato anche ad altri fenomeni, collocati in periodi successivi.

## Storia
Il successo dei Beatles dopo l'apparizione all'Ed Sullivan Show nel febbraio del 1964 aprì le porte dell'America ad altri artisti musicali britannici come The Rolling Stones, The Kinks e The Animals, oltre ad altri meno noti come The Hollies, The Searchers e The Troggs. Nacquero di lì a poco anche gruppi come Herman's Hermits (in Inghilterra) e The Monkees (negli Stati Uniti), studiati a tavolino per prendere il posto di celebrità come Paul Anka nell'era del beat.
La seconda ondata segna invece la comparsa di gruppi provenienti dal Regno Unito che risentono dell'influenza e delle innovazioni musicali di fine anni sessanta, differenziandosi maggiormente tra loro rispetto ai predecessori tanto che, se nel caso della prima ondata si può riscontrare una certa unità di suoni dovuta a rielaborazioni in chiave pop, blues o vaudeville dei suoni provenienti dagli Stati Uniti (come nel caso dei Beatles o dei Rolling Stones), per i gruppi della seconda ondata l'elemento condiviso è generalmente la comune provenienza albionica: The Who, Cream, Procol Harum, The Yardbirds e The Zombies sono in questo caso i protagonisti.
Per capire come i gruppi britannici siano riusciti a ottenere tale successo negli Stati Uniti bisogna considerare come i principi contro cui aveva reagito la rivoluzionaria stagione del rock and roll negli Stati Uniti siano gli stessi che stavano dietro al successivo movimento di restaurazione e di rimpiazzo dei suoi protagonisti con i teen idols: il forte spirito religioso, il senso delle tradizioni e il malcelato razzismo dell'America segregazionista.
Questi fattori operano in modo ben più blando nel Regno Unito: non a caso tra la fine degli anni cinquanta e i primi anni sessanta i bluesman vi trovano un clima adorante e una folta schiera di adepti interessati al blues essenzialmente sotto il profilo musicale, non avendo nessun legame con la tradizione musicale americana. Questo concetto è fondamentale per capire la maggior libertà espressiva e creativa con cui i gruppi inglesi si avvicinano alla musica americana.
Successivamente seguirono altre invasion dalla Gran Bretagna, che percorsero le strade già battute dalle precedenti. Si parla di Progressive rock invasion, negli anni settanta con gruppi musicali come Pink Floyd, King Crimson, Yes, Genesis, ELP e Jethro Tull; ma anche di Second british invasion negli anni ottanta con i movimenti new wave e synth pop.

## Artisti della British invasion
- Alex Harvey
- Black Sabbath
- Bronski Beat
- Dave Berry
- Chad & Jeremy
- Cream
- Culture Club
- David Bowie
- Deep Purple
- Depeche Mode
- Donovan
- Duran Duran
- Dusty Springfield
- Elton John
- Eurythmics
- Freddie and the Dreamers
- Frankie Goes to Hollywood
- Gerry and the Pacemakers
- Genesis
- Herman's Hermits
- Howard Jones
- Jethro Tull
- Led Zeppelin
- Level 42
- Lulu
- Manfred Mann
- Nik Kershaw
- Mike Oldfield
- Paul Young
- Pet Shop Boys
- Peter and Gordon
- Pink Floyd
- Queen
- Rod Stewart
- Sex Pistols
- Soft Machine
- Spandau Ballet
- Status Quo
- Talk Talk
- Tears for Fears
- The Animals
- The Beatles
- The Moody Blues
- The Easybeats
- The Dave Clark Five
- The Hollies
- The Kinks
- The Police
- The Rolling Stones
- Small Faces
- The Smiths
- The Smoke
- The Tremeloes
- The Move
- The Who
- The Yardbirds
- The Zombies
- Wayne Fontana and the Mindbenders
- Uriah Heep